# Discografia di Chiara Galiazzo
La discografia di Chiara Galiazzo, cantante pop italiana, è composta da quattro album in studio, un EP e ventitre singoli, di cui sei realizzati in qualità di artista ospite.

## Album in studio
| Anno | Titolo | Classifiche | Certificazioni |
| Anno | Titolo | ITA         | Certificazioni |
| ---- | --- | ----------- | -------------- |
| 2013 | Un posto nel mondo - Pubblicato: 14 febbraio 2013 - Etichetta: Sony Music - Formati: CD, download digitale      | 2           | - ITA: Oro     |
| 2014 | Un giorno di sole - Pubblicato: 7 ottobre 2014 - Etichetta: Sony Music - Formati: CD, download digitale         | 4           |                |
| 2017 | Nessun posto è casa mia - Pubblicato: 24 febbraio 2017 - Etichetta: Sony Music - Formati: CD, download digitale | 10          |                |
| 2020 | Bonsai - Pubblicato: 3 luglio 2020 - Etichetta: Sony Music - Formati: CD, download digitale                     | 41          |                |

## Extended play
| Anno | Titolo                                                                                             | Classifiche |
| Anno | Titolo                                                                                             | ITA         |
| ---- | -------------------------------------------------------------------------------------------------- | ----------- |
| 2012 | Due respiri - Pubblicato: 8 dicembre 2012 - Etichetta: Sony Music - Formato: CD, download digitale | 1           |

## Singoli

### Come artista principale
| Anno | Titolo                             | Classifiche | Certificazioni     | Album di provenienza            |
| Anno | Titolo                             | ITA         | Certificazioni     | Album di provenienza            |
| ---- | ---------------------------------- | ----------- | ------------------ | ------------------------------- |
| 2012 | Due respiri                        | 1           | - ITA: Platino (2) | Due respiri                     |
| 2013 | Il futuro che sarà                 | 16          |                    | Un posto nel mondo              |
| 2013 | Mille passi (con Fiorella Mannoia) | 28          |                    | Un posto nel mondo              |
| 2013 | Vieni con me                       | 28          |                    | Un posto nel mondo              |
| 2013 | Stardust (con Mika)                | 1           | - ITA: Platino (4) | Songbook Vol. 1                 |
| 2014 | Un giorno di sole                  | 73          | - ITA: Oro         | Un giorno di sole               |
| 2014 | Il rimedio la vita e la cura       | —           |                    | Un giorno di sole               |
| 2015 | Straordinario                      | 7           | - ITA: Platino     | Un giorno di sole straordinario |
| 2015 | Siamo adesso                       | —           |                    | Un giorno di sole straordinario |
| 2017 | Nessun posto è casa mia            | 34          |                    | Nessun posto è casa mia         |
| 2017 | Fermo immagine                     | —           |                    | Nessun posto è casa mia         |
| 2017 | Buio e luce                        | —           |                    | Nessun posto è casa mia         |
| 2019 | Pioggia viola (feat. J-Ax)         | —           |                    | Bonsai                          |
| 2019 | L'ultima canzone del mondo         | —           |                    | Bonsai                          |
| 2020 | Honolulu                           | —           |                    | Bonsai                          |
| 2020 | Non avevano ragione i Maya         | —           |                    | Bonsai                          |
| 2022 | Un'estate fa                       | —           |                    | /                               |
| 2024 | Istanti (con I Desideri)           | —           |                    | /                               |
| 2024 | Di nuovo tu                        | —           |                    | /                               |
| 2025 | Valore                             | —           |                    | /                               |
| 2025 | Allegria bugiarda                  | —           |                    | /                               |

### Come artista ospite
| Anno | Titolo                                           | Classifiche | Certificazioni | Album di provenienza |
| Anno | Titolo                                           | ITA         | Certificazioni | Album di provenienza |
| ---- | ------------------------------------------------ | ----------- | -------------- | -------------------- |
| 2018 | Gravity (Leo Stannard feat. Chiara Galiazzo)     | —           |                | /                    |
| 2019 | Isola di città (Space One feat. Chiara Galiazzo) | —           |                | /                    |
| 2021 | Waiting (Spada feat. Chiara Galiazzo)            | —           |                | /                    |
| 2023 | Salsedine (Marco Guazzone feat. Chiara Galiazzo) | —           |                | /                    |
| 2024 | Domani (Enri feat. Chiara Galiazzo)              | —           |                | /                    |

## Altri brani entrati in classifica
| Anno | Titolo                    | Classifiche | Certificazioni | Album di provenienza |
| Anno | Titolo                    | ITA         | Certificazioni | Album di provenienza |
| ---- | ------------------------- | ----------- | -------------- | -------------------- |
| 2012 | I Was Made for Loving You | 15          |                | /                    |
| 2012 | Over the Rainbow          | 11          | - ITA: Oro     | Due respiri          |
| 2012 | I Want to Hold Your Hand  | 34          |                | Due respiri          |
| 2012 | L'amore è tutto qui       | 49          |                | Due respiri          |
| 2012 | The Final Countdown       | 6           |                | Due respiri          |
| 2013 | L'esperienza dell'amore   | 63          |                | Un posto nel mondo   |

## Apparizioni in raccolte
- 2012 – X Factor 2012 (Puntata dell'8 novembre)[4] con la cover di The Final Countdown
- 2013 – The Best of X Factor con la cover di The Final Countdown
- 2013 – Love 2013 con Due respiri[5]
- 2013 – Sanremo 2013 con Il futuro che sarà
- 2013 – Wind Music Awards 2013 con Mille passi
- 2013 – Radio Italia Duets: le star insieme con Mille passi
- 2013 – RDS insieme a te, voglia di grandi successi! con Vieni con me
- 2014 – Je t'aime 2014 con Due respiri
- 2014 – Hits Love! 2014 con la cover di Over the Rainbow
- 2014 – Love Forever con Vieni con me
- 2014 – Radio Italia Donne in musica con Due respiri
- 2014 – X Factor Christmas 2014 con White Christmas
- 2015 – Super Sanremo 2015 con Straordinario e la cover di Il volto della vita
- 2017 – Sanremo 2017 con Nessun posto è casa mia

## Collaborazioni
- 2015 – Rocco Hunt feat. Chiara – Allora no! (da SignorHunt)
- 2015 – J-Ax feat. Chiara – Nati così (da Il bello d'esser brutti - Multplatinum Edtion)
- 2016 – Giuliano Palma feat. Chiara – Don't Go Breaking My Heart (da Groovin')
- 2016 – Paco Wurz feat. Chiara – Follow the Summer
- 2017 – Cristina D'Avena feat. Chiara – Sailor Moon (da Duets - Tutti cantano Cristina)
- 2021 – Andrea Guerra feat. Chiara Galiazzo – brani Free Your Heart (con E. Giove), If I Could (Feel Alive), Hold True e Pull Me (da Un passo dal cielo 6 - I guardiani. Colonna sonora)
- 2022 – Paolo Pibi, Chiara Galiazzo – Fake Golden Age[6] (composizione e voce)
- 2024 – Chiara Galiazzo e In The Loop – Di nuovo tu (In The Loop remix)
- 2025 – In The Loop e Chiara Galiazzo – Il passo silenzioso della neve

## Videografia

### Video musicali
| Anno | Titolo                       | Regista                             |
| ---- | ---------------------------- | ----------------------------------- |
| 2012 | Due respiri                  | Marco Salom                         |
| 2013 | Il futuro che sarà           | Luca Tartaglia                      |
| 2013 | Mille passi                  | Gaetano Morbioli                    |
| 2013 | Vieni con me                 | Alessandro D'Alatri                 |
| 2013 | L'esperienza dell'amore      | Gaetano Morbioli                    |
| 2014 | Un giorno di sole            | Marco Salom                         |
| 2014 | Il rimedio la vita e la cura | Marco Salom                         |
| 2015 | Straordinario                | Paolo Marchione                     |
| 2015 | Siamo adesso                 | Mauro Russo                         |
| 2017 | Nessun posto è casa mia      | Tiziano Russo                       |
| 2017 | Fermo immagine               | Tiziano Russo                       |
| 2017 | Buio e luce                  | Tiziano Russo                       |
| 2019 | Pioggia viola                | Fabrizio Conte                      |
| 2019 | Isola di città               | Luca Tartaglia                      |
| 2019 | Magnifico donare             | Alessandro Guida e Daniele Barbiero |
| 2019 | L'ultima canzone del mondo   | Felipe Conceicao                    |
| 2024 | Istanti                      | Lucrezio Catapano                   |
| 2024 | Domani                       | Mattia Saggiomo                     |
| 2024 | Di nuovo tu                  | Lucrezio Catapano                   |
| 2025 | Valore                       | Lucrezio Catapano                   |
| 2025 | Allegria bugiarda            | Lucrezio Catapano                   |